# Estefanía Banini

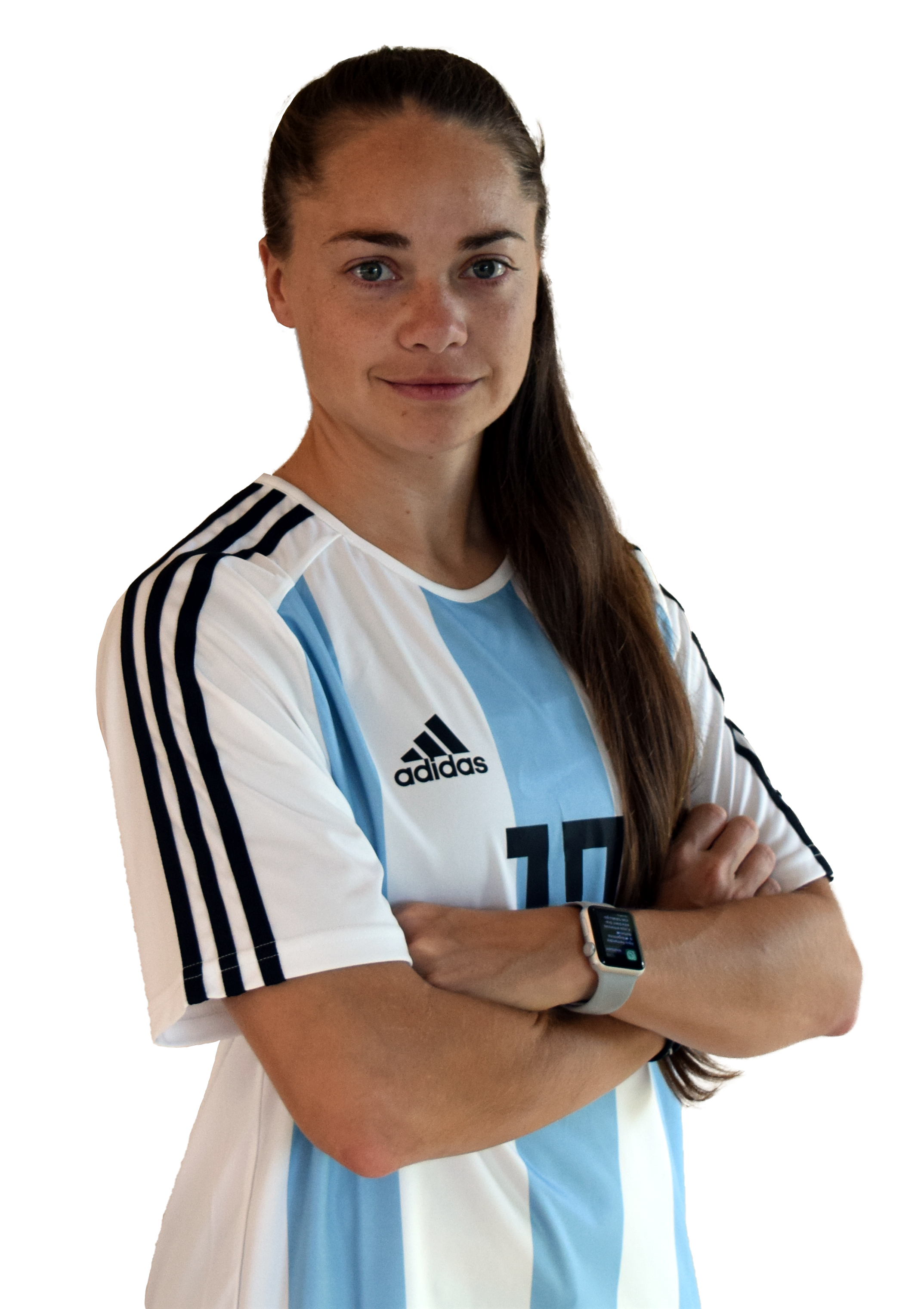
Estefanía Banini

Estefanía Banini, född den 21 juni 1990 i Mendoza, är en argentinsk fotbollsspelare (mittfältare) som spelar för Levante och det argentinska landslaget. Hon var en del av den argentinska trupp som spelade världsmästerskapet i Frankrike år 2019. Tidigare har hon bland annat deltagit i U20-VM år 2012.